# 陳蘊予
全台24場選美皇后
咪咕嚕公益嘉年華會創辦人(2018年~至今第八年)
鑀倪行銷有限公司

拍攝超過200部廣告作品
陳蘊予（1993年1月1日—），台灣新生代女演員、女模特兒、女主持人。

## 演出作品

### 比賽經歷
(全台24場選美皇后）
- 2013年 
  - 南投縣美人腿 最佳人緣獎[1]
  - 彰化縣花young時代3 第四名
  - 伯朗咖啡大使 冠軍
- 2014年 
  - 彰化縣葡萄公主 第二名
- 2015年
  - OB嚴選-校園星正妹 第二名
  - PLAYSTATION GIRL 冠軍
  - 高雄慈善名媛地球水公主 第二名
- 2016年 
  - 校園美女 冠軍
  - 模麗之星 第二名
  - 藍莓小姐 第三名
- 2017年 
  - 聲寶之星 第二名
  - 思薇爾摩羯座盟主 冠軍
  - 甜心主播 第二名
- 2018年
  - 世界華人華裔小姐 亞軍
- 2019年
  - 亞洲小姐 殿軍
  - 全球頂尖紅人大賽 亞軍

### 廣告.微電影
（拍攝超過200部廣告）
- 波蜜
- Foodpanda
- 建案桃花源
- 日立冷氣
- 大福娛樂城
- 錢多多娛樂城
- 台中捷運廣告
- 台南港務局廣告
- 宜蘭育兒網&觀光廣告
- 安捷飛航
- 洗臉機
- 味丹真麵堂
- 千禧之愛7-11
- 歌林美食影片
- 為了部落
- Ubike廣告
- 刀搭傳奇
- 水美媒 孫女角色
- 中台灣農博
- SYM機車廣告微電影
- 捷運局憑愛入場
- BenQ廣告
- YAMAHA Jog Sweet 115廣告舞蹈篇
- 舒摩兒微電影
- 墾丁微電影
- 911【射鵰英雄傳手機版】玖壹壹代言
- 西毒篇完整版 陳蘊予
- 魔羯女星座影片
- 三國群英傳 霸王之業
- 聲寶廣告
- 雙喜饅頭
- 房地產廣告
- 貝比雅月子廣告
- TOYOTA

### 電視劇
| 年份   | 播出頻道   | 劇名                      | 飾演    |
| 2016年 | 民視       | 《我的老師叫小賀》        | 金莎    |
| 2020年 | 三立、華視 | 《廢財闖天關》            | Tiffany |
| 2021年 | LINE TV    | 《HIStory4—近距離愛上你》 | 許少芬  |

=主持經歷=
| 緯來體育台 我的毛孩很有戲 | 電視節目主持人 |
| ------------------------- | -------------- |
| 香港TVB美食旅遊節目       | 電視節目主持人 |
| 2024西螺跨年晚會          | 主持人         |
| 名人出乃玩                | 網路節目主持人 |

### 節目
- 《木曜4超玩》
- 《國光幫幫忙》
- 《康熙來了》
- 《小姐不熙娣》
- 《全家有智慧》
- 《女人我最大》
- 《綜藝大熱門》
- 《綜藝大集合》
- 《大學生了沒》
- 《校花來了》
- 《私房話》
- 《超聯盟女神》
- 《小明星大跟班》
- 《飢餓遊戲》
- 《請問你是哪裡人》
- 《聚音》
- 《小氣大財神》
- 《金牌特務謝祖武》

### MV作品
- 林凡-歲月這把刀
- 陳已岫 -暗語
- 許富凱-一寸真心
- 許富凱-秋天的雨
- 許富凱-愛情露水
- 彭佳慧-Shut Up
- 林大晉-廢墟

## 外部連結
- Facebook專頁 （页面存档备份，存于）
- Instagram用戶頁面
- https://www.youtube.com/@Miralovemigulu